# 扭曲的同居生活
扭曲的同居生活（日语：いびつ）是日本漫畫家岡田和人的漫畫作品，連載於漫画杂志《Young Champion》，自2010年第八期开始至2013年第三期结束。單行本共七集。前作《思春期诱惑》中的一部分人物也在本作中出场。本作亦被改编成同名电影，于2013年2月2日上映。

## 故事简介
女高中生森高圆在乘坐电车的途中遭遇色狼的性骚扰，在阴差阳错的情况下将别针刺入了柿口啓吾的手背，并把他认定是色狼。在扭送警局时突然改变了心意，强迫柿口啓吾在公共厕所内拍下猥琐的照片。次日，小圆以此为要挟进入了柿口的家中。在发现柿口有制作人偶的兴趣后，以“为活生生的人偶安排住所”、“人偶的参考原型”为条件，入住柿口的家。从此开始了两人扭曲的同居生活。

## 登场人物
柿口啓吾（かきぐち けいご）
22歲，男性。情趣用品店的店員，長得非常矮、有一副娃娃臉，所以常被錯認為小孩。興趣是製作人偶。
森高圓（もりたか まどか）
17歲，美麗的女高中生。因為父母離異而又不願意選擇與其中一方同住，便搬到柿口先生家與他同居。性格和性癖都異於常人。
明美（アケミ）
柿口工作的情趣用品店店長，巨乳，具有相當多種類的工作經驗。
東（あずま）
森高圓就讀的高中的臨時教師。

## 出版書籍
| 冊數 | 秋田書店       | 秋田書店               | 長鴻出版社     | 長鴻出版社           |
| 冊數 | 發售日期       | ISBN                   | 發售日期       | EAN                  |
| ---- | -------------- | ---------------------- | -------------- | -------------------- |
| 1    | 2010年8月20日  | ISBN 978-4-253-15083-5 | 2011年11月24日 | EAN 471-6814-19522-6 |
| 2    | 2011年2月18日  | ISBN 978-4-253-15084-2 | 2012年2月22日  | EAN 471-6814-19698-8 |
| 3    | 2011年7月20日  | ISBN 978-4-253-15085-9 | 2012年8月23日  | EAN 471-5409-85262-9 |
| 4    | 2011年12月20日 | ISBN 978-4-253-15086-6 | 2012年10月18日 | EAN 471-5409-85280-3 |
| 5    | 2012年5月18日  | ISBN 978-4-253-15087-3 | 2014年5月14日  | EAN 471-5409-86492-9 |
| 6    | 2012年10月19日 | ISBN 978-4-253-15088-0 | 2014年6月11日  | EAN 471-5409-86509-4 |
| 7    | 2013年3月19日  | ISBN 978-4-253-15089-7 | 2014年6月20日  | EAN 471-5409-86590-2 |

## 真人电影
2013年2月2日公開上映。

### 演員名單
- 森高 圓：駒谷仁美
- 柿口 啓吾：石田政博
- 佐藤あずさ
- 山内秀一
- 明美：範田紗紗
- ダンディ坂野（友情客串）
- 中西良太（友情客串）
- 山下容莉枝

### 製作團隊
- 原作：岡田和人（秋田書店）
- 監督、脚本：森岡利行
- 製作：酒匂暢彦、大橋孝史
- 製作人：岡良亮、上野境介
- 攝影：工藤哲也
- 編輯：和田剛
- 音樂：野島健太郎
- 副監督：永江二朗
- 製作Production：Canter
- 配給、宣傳：Chancein、Canter
- 製作公司：Chancein、Jolly Roger